# Real Armada de Dinamarca
La Real Armada de Dinamarca (en danés: Søværnet) es el nombre de las fuerzas navales pertenecientes a las Fuerzas Armadas de Dinamarca. La RAD es la principal responsable de la defensa marítima y el mantenimiento de la soberanía de Dinamarca, Groenlandia y las Islas Feroe en sus aguas territoriales. Otras tareas incluyen la vigilancia, búsqueda y rescate, tareas de rompehielos, recuperación de derrames de petróleo y la prevención, así como las contribuciones a las tareas y las fuerzas internacionales a las que Dinamarca pertenece.

## Historia
Durante el período 1509-1814, cuando Dinamarca estaba en una unión con Noruega, la Armada danesa fue parte de la Armada de dano-noruega. Hasta la "copenhagenización" de la marina en 1807, acto por el cual la Armada Británica confiscó la flota dano-noruega tras derrotarla en la Segunda Batalla de Copenhague, esta tuvo una importante influencia estratégica en esa zona geográfica europea, pero desde entonces su tamaño e influencia ha disminuido drásticamente con un cambio en la política gubernamental. A pesar de esto, la marina está ahora equipada con una serie de grandes buques con tecnología de última generación activos desde el fin de la Guerra Fría. Esto puede explicarse por su ubicación estratégica de acceso al Báltico y como miembro de la OTAN.
Los buques de la Armada danesas llevan el prefijo KDM (Kongelige Danske marine) en danés, pero esto se traduce a BSMD (Buque de Su Majestad Danesa) en español. Dinamarca es uno de los varios Estados miembros de la OTAN cuyas flotas no cuentan con submarinos.